# Liste der FFH-Gebiete in den Plazas de soberanía
Diese sortierbare Liste führt die Fauna-Flora-Habitat-Gebiete in den zu Spanien gehörenden Exklaven in Nordafrika auf, die keiner Autonomen Gemeinschaft zugeordnet sind – den sogenannten Plazas de soberanía. Die Gebiete gehören zum europäischen Schutzgebietsnetz Natura 2000, obwohl sie sich geografisch auf dem afrikanischen Kontinent befinden.

## Hinweise zu den Angaben in der Tabelle
- Gebietsname: Amtliche Bezeichnung des Schutzgebiets
- Bild/Commons: Bild und Link zu weiteren Bildern aus dem Schutzgebiet
- WDPA-ID: Link zum Schutzgebiet in der World Database on Protected Areas
- EEA-ID: Link zum Schutzgebiet in der Datenbank der European Environment Agency (EEA)
- seit: Datum der Ausweisung als Schutzgebiet
- Plaza de soberanía: Exklave in der das Schutzgebiet liegt
- Lage: Geografischer Standort
- Fläche: Gesamtfläche des Schutzgebiets in Hektar
- Bemerkungen: Besonderheiten und Anmerkungen

Bis auf die Spalte Lage sind alle Spalten sortierbar.

## Tabelle
| Gebietsname                                          | Bild/Commons | WDPA-ID   | EEA-ID    | seit          | Plaza de soberanía | Lage | Fläche ha | Bemerkungen |
| ---------------------------------------------------- | ------------ | --------- | --------- | ------------- | ------------------ | ---- | --------- | --- |
| Barranco del Nano                                    |              | 555524053 | ES6320002 | April 2002    | Melilla            | ⊙    | 35,49     | Militärisch genutzte Schlucht an der Grenze von Melilla zu Marokko mit Vorkommen des Sandarakbaums.                      |
| Zona marítimo terrestre de los acantilados de Aguadú |              | 555524052 | ES6320001 | März 2002     | Melilla            | ⊙    | 56,17     | Etwa 100 m hohe Klippe mit vorgelagerter Meeresfläche und Matorral im Hinterland. Zahlreiche endemische Arten.           |
| Calamocarro-Benzú                                    |              | 555722860 | ES6310001 | April 1999    | Ceuta              | ⊙    | 601,63    | Küstenabschnitt und Hinterland bei Benzú mit Vorkommen zahlreicher Fledermausarten und Landschildkröten.                 |
| Islas Chafarinas                                     |              | 555723019 | ES6300001 | November 1998 | Islas Chafarinas   | ⊙    | 507,31    | Unbewohnte Inseln im Mittelmeer mit zahlreichen endemischen Arten.                                                       |
| Zona marítimo-terrestre del Monte Hacho              |              | 555524051 | ES6310002 | April 1999    | Ceuta              | ⊙    | 871,54    | Küste der Península de Almina und vorgelagerte Meeresfläche, Vorkommen von Meeressäugern und Unechter Karettschildkröte. |